# Moesdistelboorvlieg
De moesdistelboorvlieg (Tephritis conura) is een vliegensoort uit de familie van de boorvliegen (Tephritidae). De wetenschappelijke naam van de soort is voor het eerst geldig gepubliceerd in 1844 door Loew.